# سانتو ستيفانو دي روجليانو (إيطاليا)
سانتو ستيفانو دي روجليانو (بالإيطالية: Santo Stefano di Rogliano) هي قرية ومدينة في مقاطعة كوزنسا في منطقة كالابريا بجنوب إيطاليا.
القرية تحدها أبريجليانو وسيلارا ومانجون ومارزي وباتيرنو كالابرو وروليانو.